# Борреманс, Михаэль
Михаэль Борреманс (нидерл. Michaël Borremans, 1963, Герардсберген, Бельгия) — современный бельгийский художник, живёт и работает в Генте. В 2011—2012 гг. Обладатель премии Фламандского сообщества Бельгии в области изобразительного искусства.

## Биография
Работая исключительно с графикой Борреман только в возрасте 35 лет обратился к живописи.
До 2000 года творчество Михаэля Борреманса показывалось только в маленьких галереях.
Стилистически и концептуально его стиль похож на сюрреализм. В своём творчестве Борреманс предпринимает попытку соединить живописные сюжеты XVIII—XIX веков с критикой современности и человеческого общества. Зачастую он находит вдохновение в произведениях старых мастеров или ретрофотографиях.
С недавнего времени наряду с живописью Борреманс стал использовать киноплёнку. Живопись Михаэля Борреманса очень своеобразна, герои его картин всегда изображены в центре полотна, их лица прикрыты, а фигуры выражают полную отрешенность.
Картины и рисунки Борреманса отличаются реализмом. — очень реалистические и детальные. Борреманс часто использует старые рисунки из своей коллекции как основу для новых картин.
В его произведениях прослеживается сходство с работами таких художников как Джеймс Энсор, Марсель Бротарс, Джорджо де Кирико, Рене Магритт и Веласкеса
Его картины очень популярны в США и находятся в коллекциях музеев современного искусства в Нью-Йорке, Лос-Анджелесе и Сан-Франциско.

## Творчество
- Грустная Девушка (Sad Girl)
- Честные Способы, чтобы воспринять Окружающую Среду (Honest Ways of Percepting Your Environment)
- Дом Шанса (The House of Opportunity)
- Дом Шанса: Натянутая Модель (The House of Opportunity: Stretched Model) 2004—2005
- Дом Шанса: Вуду (The House of Opportunity: Voodoo) 2004—2005
- Процесс заполнения (The Filling)
- Открытие Дома «О» (The House of O Discovered) 2003—2005
- Путешествие: Настоящие цвета (The Journey: True colours)
- Дом шанса: Редчайшая Возможность (The House of Opportunity: the Chance of a Lifetime)
- Единорог (Unicorn)

Борреманс известен во всем мире, потому что его рисунки и картины были выставлены на разных выставках. Его произведения были например показаны на персональных выставках в музее современного искусства в Базеле (2004), в городском музее современного искусства (S.M.A.K.) в Генте (2004), в музее искусства Кливленда (2004), в фонде современного искусства (Parasol unit foundation) в Лондоне (2005), в королевской академии Xaйберниан (The Royal Hibernian Academy), Галерея Галлахер, Дублин (2005) и в Красном Доме (La Maison Rouge) в Париже (2006).

## Выставки
| - 2013 Антуан Ватто (1684—1721): Урок музыки, Дворец изящных искусств/ Бозар, Брюссель (Бельгия) - 2012 АНСАМБЛЬМАТИК (ENSEMBLEMATIC), Городской музей современного искусства (S.M.A.K.), Гент (Бельгия) - 2011 Галерея Дэвид Цвирнер, Нью Йорк (США) - 2011 Съесть Бороду, Кунстхалле Хельсинки (Финляндия) - 2011 Съесть Бороду, Кунстхалле Будапешта (Венгрия) - 2011 Съесть Бороду, Кунстхалле Вюртемберга, Штутгарт (Германия) - 2010 Съесть Бороду, Дом артистов, Осло (Норвегия) - 2010 Съесть Бороду, Галерея Зено X, Антверпен (Бельгия) - 2010 Комиссия для бельгийской королевы, Королевский дворец, Брюссель (Бельгия) - 2010 Искать лицо, которое было у меня до появления мира (Looking for the face I had before the world was made), Музей современного искусства, Денвер (США) - 2009 Автомат, Общество Кестнер, Ганновер (Германия) - 2009 Сделать повороты (Taking Turns), Галерея Дэвид Цвирнер, Нью-Йорк (США) - 2008 Пепельная Комната (Earthlight Room), Галерея Koyanagi, Токио (Япония) - 2008 Окрашенные Фрукты (Painted Fruit), Галерея Зено X, Антверпен (Бельгия) - 2007 Центр визуальных искусств, Коимбра (Португалия) - 2007 Работа в поле (Veldwerk), Де Аппел, Амстердам (Голландия) - 2006 Красный Дом , Фонд Антуан Де Гальбер, Париж (Франция) - 2006 Лошадиная Охота (Horse Hunting), Галерея Дэвида Цвирнера, Нью-Йорк (США) | - 2005 Перформанс(The Performance), королевская академия Xaйберниан (The Royal Hibernian Academy), Галерея Галлахер, Дублин (Ирландия) - 2005 Галлюцинация и Реальность (Hallucination and Reality), Музей искусства Кливленд, Кливленд (США) - 2005 Перформанс(The Performance), Фонд современного искусства (Parasol unit foundation for contemporary art), Лондон (Великобритания) - 2005 Нечаянный Перформанс (An Unintended Performance), Городской музей современного искусства (S.M.A.K.), Гент (Бельгия) - 2004 Рисунки, Музей современного искусства, Базель (Швейцария) - 2004 Четыре Феи (Four Fairies), Кунстхалле Бремерхафен, Бремерхафен (Германия) - 2004 Счастье Рыбака (Fisherman’s Luck), Зено X кладовая, Антверпен (Бельгия) - 2003 Трикленд (Trickland), Галерея Дэвида Цвирнера, Нью-Йорк (США) - 2002 Молодой и Невинный (Young and Innocent), Галерея Зено X, Антверпен (Бельгия) - 2000 Городской музей современного искусства (S.M.A.K.), Гент (Бельгия) - 1999 Фетишистские Картины (The Fetish Paintings), Галерея Кроксхапокс, Гент (Бельгия) - 1998 Ум и его пределы (The Mind and it’s Limits), Кафе " In den Bouw ", Калькен (Бельгия) - 1997 Дом святого Иакова, Гент(Бельгия) - 1997 Церебральный Офис (Cerebral Office), Передняя комната, Лир (Бельгия) - 1996 Галерея Кроксхапокс, Гент (Бельгия) |